# Big Five (musikalbum)
Big 5 är ett musikalbum av sångaren och musikproducenten Prince Buster, utgivet 1972 på skivbolaget Melodisc.
Skivans samtliga tolv spår skildrar sexuella upplevelser från en mans perspektiv. På mjuka, gungiga rocksteady-instrumentaler delger Prince Buster bland annat sin uppfattning om hur han anser att det kvinnliga könsorganet ska se ut, främst i låtarna Bald head pum pum, Black pum pum och Every man pum pum. Innehållet är enkelt att tolka som sexistiskt och kvinnoförnedrande, men speglar den dåtida romantiseringen av den jamaicanska "rude boyen". På skivans baksida finns en tryckt varning: "Warning! Rude reggae... The Prince is the rudest of the rude boys and on this album, he's here to prove it!", vilket kan översättas med 'Varning! Oförskämd reggae... Prinsen är den råaste av the rude boys, och med detta album har han för avsikt att bevisa det!'

## Låtlista

### Sida 1
1. Big five
2. Kinky griner
3. Leave your man
4. Giver her
5. Bald head pum pum
6. At the cross

### Sida 2
1. Fishey fishey
2. The virgin
3. Black pum pum
4. Every man pum pum
5. Tonight (Pum pum a go kill you)
6. Wine and grind